# Ordonanța Executivă 9981
Ordonanța Executivă numărul 9981 a fost o ordonanță executivă emisă pe 26 iulie 1948, de către Președintele Harry S. Truman. Aceasta elimina discriminarea rasială în Forțele Armate ale Statelor Unite ale Americii și în cele din urmă a condus la sfârșitul segregării în serviciul militar.

## Înaintea Ordonanței Executive 9981
Negrii din armată lucrau sub alte reguli decât albii, reguli care le întârziau intrarea în luptă. Ei trebuia să aștepte 3 ani înainte de a putea instrucția de luptă în timp ce un american alb începea instrucția la câteva luni după ce era calificat. Corpul Aerian întârzia în mod deliberat instrucția afro-americanilor, chiar dacă avea nevoie de mai multă forță umană (Studiu și Recomandări). Era o nevoie de desegregare în armată.
Într-un sondaj realizat în rândul a 250 de ofițeri și sergenți albi care aveau un pluton de culoare în compania lor a relevat următoarele rezultate: 77% dintre ofițeri și sergenți au declarat că și-au schimbat atitudinea în mod favorabil față de soldați de culoare, după ce în compania lor a fost introdus un pluton de culoare, (nu au fost constatate cazuri în care cineva să spună că atitudinea sa față de ei a devenit mai puțin favorabilă), 84% dintre ofițeri și 81% dintre sergenți considerau că soldații de culoare se comportă foarte bine în luptă, doar 5% dintre ofițeri și 4% de sergenți credeau că infanteriștii de culoare nu erau la fel de buni ca cei albi, iar 73% dintre ofițeri și 60% dintre sergenți credeau că soldații de culoare și cei albi se înțeleg foarte bine împreună (Opinii despre Infanteria Neagră). Potrivit acestui sondaj, nu există motive rezonabile pentru segregarea în forțele armate.
Acest sondaj a fost ușor părtinitor, pentru că a intervievat ofițeri și sergenți care au avut în subordine plutoane de culoare, opinii opuse desegregării fiind foarte probabile în rândul militarilor albi care nu au avut de-a face cu soldați de culoare. În sondaj, 64% dintre ofițeri și sergenți au spus că la început se simțiseră relativ nefavorabil față de ideea de a servi într-o companie care să aibă și plutoane de albi și plutoane de culoare (Opinii despre Infanteria Neagră). Un studiu separat, dar în același raport, intervieva 1.710 soldați albi din Teatrul European de Operațiuni (ETO). Acesta a descoperit că doar 192 din acei soldați albi care nu aveau un pluton de culoare în compania lor, credeau că este o idee bună să aibă și plutoane de culoare și plutoane de albi în aceeași companie. 

## Încercările de a pune capăt discriminării
În 1947, A. Philip Randolph, împreună cu colegul Grant Reynolds, și-au reînnoit eforturile pentru a pune capăt discriminării în serviciile armate, formând Comitetul Anti-Jim Crow în Serviciul și Instrucția Militară, mai târziu redenumit Liga pentru Nesupunere Civilă Non-Violentă împotriva Segregării Militare.
Ordonanța lui Truman extindea Ordonanța Executivă 8802 instituind egalitatea de tratament și oportunitate în armată pentru oameni de orice rasă, religie sau origine naționaleă.

Ordonanța:

Se declară prin prezenta a fi politică a Președinției, să existe egalitate de tratament și de șanse pentru toate persoanele în serviciile armate fără deosebire de rasă, culoare, religie sau origine națională. Această politică va fi pusă în aplicare cât mai rapid posibil, având în vedere timpul necesar pentru a efectua modificările necesare, fără a afecta eficiența sau moralul.

Ordonanța stabilea și o comisie pentru a investiga și de a face recomandări conducerii civile a armatei în vederea punerii în aplicare a politicii.
Ca urmare a acestei ordonanțe Montford Point era eliminat ca tabără de instrucție segregată a Marinei. Ea a devenit un satelit al bazei Camp Lejeune.
Mare parte din acțiunile de punere în aplicare a ordonanței a fost realizată de către administrația președintelui Dwight D. Eisenhower (1953-1961), inclusiv desegregarea școlilor, a spitalelor, și bazelor militare. Ultima unitate exclusiv pentru negri din Armata Statelor Unite a fost desființată în septembrie 1954.
Kenneth Claiborne Royal, secretar al armatei din 1947, a fost obligat să se pensioneze în aprilie 1949 pentru că continua să refuze să desegregheze armata la aproape un an de la ordonanța președintelui Truman.
La cincisprezece ani după ordonanța lui Truman, pe 26 iulie 1963, secretarul apărării, Robert S. McNamara a emis Directiva 5120.36 prin care obliga comandanții militari să nu-și angajeze resursele financiare față de instalațiile utilizate de către soldați sau de familiile lor, care făceau discriminări pe baza de sex sau rasă.